# 金多瑛
金多瑛（キム・タヨン、朝: 김다영、1998年3月14日 - ）は、韓国の囲碁棋士。韓鐘振九段門下、韓国棋院所属、四段。女流棋聖戦優勝、など。父は金成来（김성래）五段、姉の金彩瑛もプロ棋士。

## 経歴
2015年初段。2016年プロ女流国手戦ベスト16。2016年から韓国女子囲碁リーグ出場。2017年女流棋聖戦優勝、未来の星新鋭最強戦ベスト16、クラウン・ヘテ杯ベスト16、三段。

### 主な棋歴
- 韓国製紙女流棋聖戦 優勝 2017年
- 黄龍士双登杯世界女子囲棋勝抜戦 2017年 0-1（×李赫）
- 博思杯親縁囲棋招待戦 2018年 準優勝（金成来とペア）
- GGオークション杯女流対シニア連勝対抗戦 2017年 3-1
- 韓国女子囲碁リーグ
  - 2016年（麗水亀甲船）7-7
  - 2017年（麗水亀甲船）9-4-1
  - 2018年（麗水亀甲船）12-4
  - 2019年（麗水亀甲船）